# Calcio ai XIX Giochi del Mediterraneo
Il torneo di calcio ai XIX Giochi del Mediterraneo si è svolto dal 25 giugno al 5 luglio 2022. Al torneo hanno partecipato 8 squadre con le rispettive nazionali Under 18.

## Calendario
Il calendario delle gare era il seguente:
| ● | Competizioni | ● | Finali |

| Giugno/Luglio |    |    |    |    |    |   |   |   |   |
| 26            | 27 | 28 | 29 | 30 | 1° | 2 | 3 | 4 | 5 |
| ●             |    | ●  |    | ●  |    | ● |   | ● | 1 |

## Squadre partecipanti
CAF
- Algeria (Paese ospitante)
- Marocco

UEFA
- Francia
- Grecia
- Italia
- Spagna
- Portogallo
- Turchia

## Stadi

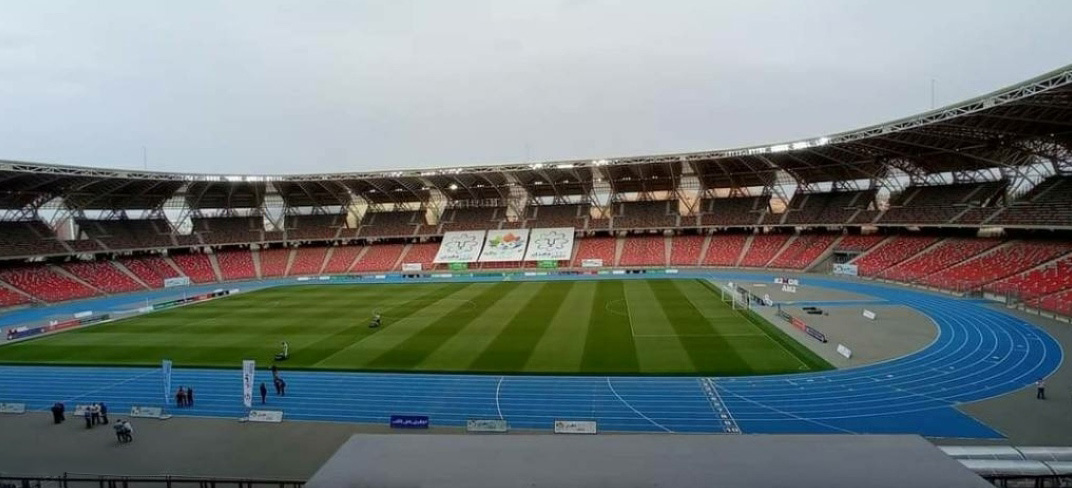
Stadio Miloud Hadefi, sede della finale del torneo

Quattro sedi ospitano il torneo di calcio:
| Stadio                   | Città             | Capacità |
| ------------------------ | ----------------- | -------- |
| Stadio Miloud Hadefi     | Bir El Djir       | 40.143   |
| Stadio Ahmed Zabana      | Orano             | 40.000   |
| Mers El Hadjadj Stadium  | Marsat El Hadjadj | 5.400    |
| Stadio Abdelkrim Kerroum | Sig               | 20.000   |

## Risultati

### Fase a gironi

#### Gruppo A
| Squadra | Pt | G | V | N | P | GF | GS | DR |
| ------- | -- | - | - | - | - | -- | -- | -- |
| Francia | 7  | 3 | 2 | 1 | 0 | 5  | 3  | +2 |
| Marocco | 4  | 3 | 1 | 1 | 1 | 3  | 2  | +1 |
| Algeria | 3  | 3 | 1 | 0 | 2 | 3  | 5  | -2 |
| Spagna  | 2  | 3 | 0 | 2 | 1 | 2  | 3  | -1 |

| Sig 26 giugno 2022, ore 17:00 (UTC+1) | Algeria | 1 – 0 | Spagna | Stadio Abdelkrim Kerroum |

| Sig 26 giugno 2022, ore 20:00 (UTC+1) | Francia | 1 – 0 | Marocco | Stadio Abdelkrim Kerroum |

| Sig 28 giugno 2022, ore 17:00 (UTC+1) | Algeria | 0 – 2 | Marocco | Stadio Abdelkrim Kerroum |

| Orano 28 giugno 2022, ore 20:00 (UTC+1) | Spagna | 1 – 1 | Francia | Stadio Ahmed Zabana |

| Orano 30 giugno 2022, ore 20:00 (UTC+1) | Algeria | 2 – 3 | Francia | Stadio Ahmed Zabana |

| Marsat El Hadjadj 30 giugno 2022, ore 20:00 (UTC+1) | Marocco | 1 – 1 | Spagna | Mers El Hadjadj Stadium |

#### Gruppo B
| Squadra    | Pt | G | V | N | P | GF | GS | DR |
| ---------- | -- | - | - | - | - | -- | -- | -- |
| Italia     | 7  | 3 | 2 | 1 | 0 | 5  | 0  | +5 |
| Turchia    | 4  | 3 | 1 | 1 | 1 | 2  | 3  | -1 |
| Portogallo | 3  | 3 | 1 | 0 | 2 | 2  | 3  | -1 |
| Grecia     | 3  | 3 | 1 | 0 | 2 | 3  | 6  | -3 |

| Orano 26 giugno 2022, ore 20:00 (UTC+1) | Italia | 1 – 0 | Portogallo | Stadio Ahmed Zabana |

| Marsat El Hadjadj 26 giugno 2022, ore 20:00 (UTC+1) | Grecia | 1 – 2 | Turchia | Mers El Hadjadj Stadium |

| Sig 28 giugno 2022, ore 20:00 (UTC+1) | Portogallo | 2 – 0 | Turchia | Stadio Abdelkrim Kerroum |

| Marsat El Hadjadj 28 giugno 2022, ore 20:00 (UTC+1) | Italia | 4 – 0 | Grecia | Mers El Hadjadj Stadium |

| Sig 30 giugno 2022, ore 17:00 (UTC+1) | Portogallo | 0 – 2 | Grecia | Stadio Abdelkrim Kerroum |

| Sig 30 giugno 2022, ore 20:00 (UTC+1) | Turchia | 0 – 0 | Italia | Stadio Abdelkrim Kerroum |

## Fase ad eliminazione diretta

### Tabellone
|  | Semifinali | Semifinali | Semifinali |        |         | Finale      | Finale      | Finale      |  |
|  |            |            |            |        |         |             |             |             |  |
|  | Francia    | Francia    | 2          |        |         |             |             |             |  |
|  | Francia    | Francia    | 2          |        |         |             |             |             |  |
|  | Turchia    | Turchia    | 0          |        |         |             |             |             |  |
|  | Turchia    | Turchia    | 0          |        | Francia | Francia     | 1           |             |  |
|  |            |            |            |        | Francia | Francia     | 1           |             |  |
|  |            |            | Italia     | Italia | 0       |             |             |             |  |
|  | Marocco    | Marocco    | Italia     | Italia | 0       | 1           |             |             |  |
|  | Marocco    | Marocco    |            |        |         | 1           |             |             |  |
|  | Italia     | Italia     | 2          |        |         | Terzo posto | Terzo posto | Terzo posto |  |
|  | Italia     | Italia     | 2          |        |         |             |             |             |  |
|  |            |            |            |        |         |             |             |             |  |
|  |            |            |            |        |         | Turchia     | Turchia     | 2           |  |
|  |            |            |            |        |         | Turchia     | Turchia     | 2           |  |
|  |            |            |            |        |         | Marocco     | Marocco     | 4           |  |

### Semifinali
| Arbitro: | Gamouh |

|                        |           |  |
| Messoussa 10’ Dimi 84’ | Marcatori |  |

| Arbitro: | Pignard |

|               |           |                   |
| 90+3’ Khalifi | Marcatori | Raimondo 55’, 63’ |

### Finale 3º posto
| Arbitro: | Bruno José Costa |

|                |           |                                               |
| Biçer 15’, 58’ | Marcatori | Anhari 45+1’ Raihani 47’ Maurer 73’ Sadik 86’ |

### Finale
| Arbitro: | Lotfi Bekouassa |

|                |           |  |
| Pirringuel 68’ | Marcatori |  |

## Medagliere
| Posizione | Paese      |
| --------- | ---------- |
|           | Francia    |
|           | Italia     |
|           | Marocco    |
| 4         | Turchia    |
| 5         | Portogallo |
| 6         | Algeria    |
| 7         | Grecia     |
| 8         | Spagna     |